# Mara Carfagnaová
Maria Carfagnaová (nepřechýleně Carfagna; * 18. prosince 1975 Salerno, Itálie) je italská politička, bývalá ministryně pro jih ve vládě Maria Draghiho, bývalá modelka a showgirl. Časopis Bild a deník Il Giornale ji označily za „nejkrásnější ministryni na světě,“ zvítězila také v anketě časopisu Maxim o „nejpřitažlivějšího politika světa“. Do roku 2022 byla členkou strany Forza Italia Silvia Berlusconiho, v současnosti je předsedkyní liberální strany Akce.

## Biografie

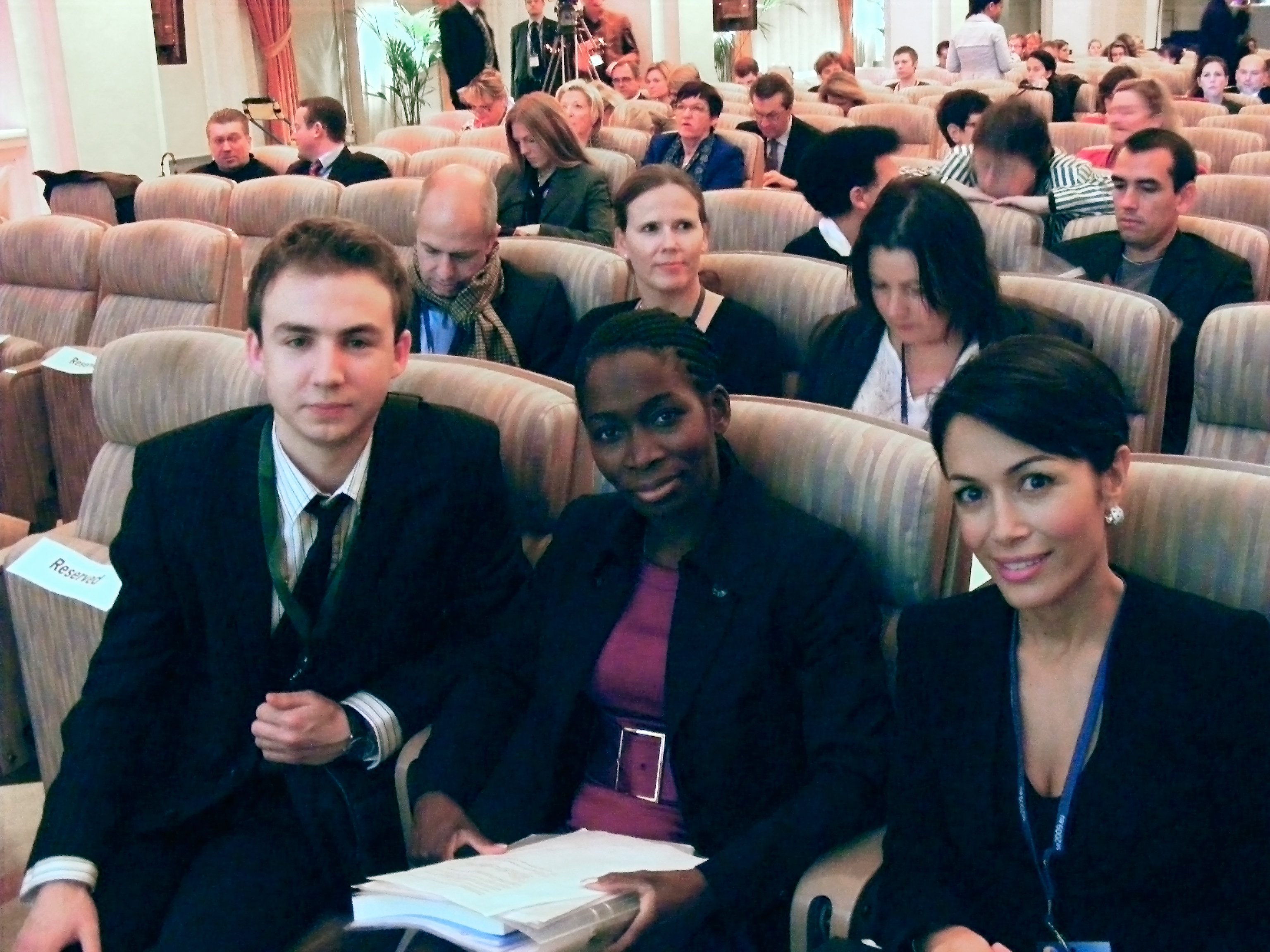
Paweł Rogaliński, Nyamko Sabuni a Mara Carfagnaová během Třetí vrcholné schůzky o rovnosti ve Stockholmu v roce 2009.

V roce 1997 se zúčastnila soutěže Miss Itálie, ve které se umístila na 6. místě. Pro svůj atraktivní vzhled se začala objevovat v televizním pořadu La domenica del villaggio jako showgirl a od roku 2006 spolumoderovala pořad Piazza grande v televizní stanici vlastněné firmou Mediaset, jejímž majitelem je Silvio Berlusconi. Pro pánské časopisy nafotila několik sérií odvážných fotek.
Roku 2001 zakončila studia na Právnické fakultě v Salernu (s vyznamenáním) a o tři roky později vstoupila do politického života (2004) v Berlusconiho hnutí Forza Italia. V roce 2006 byla zvolená na kandidátce této strany do Poslanecké Sněmovny Parlamentu (dolní komory).
Před parlamentními volbami 2008 se Forza Italia spojila s pravicovou stranou Národní aliance a vzniklo nové uskupení Lid svobody, jehož lídrem se stal Silvio Berlusconi. Kandidovala na třetí pozici volebního obvodu Campania 2 a byla v dubnových volbách znovuzvolena do dolní komory Parlamentu. Média ji označovala jako Berlusconiho milenku. Ten ji, v pozici staronového předsedy vlády, navrhl ke jmenování ministryní pro rovné příležitosti italského kabinetu prezidentu Giorgiovi Napolitanovi. Funkce se ujala 8. května 2008 a opustila ji 16. listopadu 2011, kdy padla Berlusconiho vláda.
V únoru 2021 se stala ministryní pro jih a teritoriální soudružnost ve vládě Maria Draghiho.
V červenci 2022 ostře zkritizovala stranu Forza Italia za to, že během vládní krize nepodpořila Draghiho kabinet v hlasování o důvěře. Stranu následně opustila a 29. července vstoupila do liberální strany Akce.